# أندرو كير (لاعب كرة الماء)
أندرو كير (بالإنجليزية: Andrew Kerr)‏ هو لاعب كرة الماء أسترالي، ولد في 2 أبريل 1954.

## وصلات خارجية
- أندرو كير على موقع اللجنة الأولمبية الدولية (الإنجليزية)
- أندرو كير على موقع أوليمبيديا (الإنجليزية)
- أندرو كير على موقع اللجنة الأولمبية الأسترالية (الإنجليزية)